# Naturschutzgebiet Alte Grimme
Das Naturschutzgebiet Alte Grimme ist ein 13,32 ha großes Naturschutzgebiet (NSG) südöstlich von Elkeringhausen im Stadtgebiet von Winterberg. Das Gebiet wurde 2008 mit dem Landschaftsplan Winterberg durch den Hochsauerlandkreis als (NSG) ausgewiesen.

## Beschreibung
Das NSG umfasst einen Rotbuchenwald. Im Wald befinden sich Schieferfelsen, Steilhänge mit über 50 % Neigung und Blockschutthalden. Das NSG befindet sich an der Westflanke des Berges Alte Grimme in einer Höhenlage von 550 m bis 740 m.

## Schutzzweck
Das NSG soll den Wald mit seinem Arteninventar schützen. Wie bei allen Naturschutzgebieten in Deutschland wurde in der Schutzausweisung darauf hingewiesen, dass das Gebiet „wegen der Seltenheit, besonderen Eigenart und Schönheit des Gebietes“ zum Naturschutzgebiet erklärt wurde.